# Juan José Trejos Fonseca
Juan José Trejos Fonseca (San José, 2 de enero de 1943 - 24 de mayo de 2023) fue un economista, empresario y político costarricense.

## Biografía
Nació en San José, el 2 de enero de 1943. Hijo del presidente de Costa Rica en el período 1966-1970 José Joaquín Trejos y de su esposa y ex primera dama Clara Fonseca Guardia. Ejerció diversos puestos como diputado, ministro y presidente del Congreso. Fue precandidato presidencial en la Convención Nacional Socialcristiana de 1993 perdiendo ante su rival Miguel Ángel Rodríguez. 
Trejos Fonseca fue diputado en dos ocasiones; los períodos 1982-1986 y 1990-1994 asumió como Presidente de la Asamblea Legislativa en la legislatura de 1990-1991. Fue además Ministro del Área de Coordinación Social durante la administración de Abel Pacheco (2002-2006). Fue dueño de la empresa textilera Dontime S.A. ubicaba en Limón que quebró en 2002 y de la empresa AMPO Ltda.

## Fallecimiento
Falleció en San José, el 24 de mayo de 2023 a los 80 años de edad.